# Nenad Kiso
Nenad Kiso (in serbo Ненад Кисо?; Lubiana, 30 aprile 1989) è un ex calciatore bosniaco, di ruolo centrocampista.

## Carriera
Ha giocato nella massima serie dei campionati serbo, bosniaco, israeliano, ungherese ed azero.